# Agrotis biconica
Agrotis biconica là một loài bướm đêm trong họ Noctuidae.